# Razziegalan 2012
Razziegalan 2012 var den 32:a upplagan Golden Raspberry Awards och hölls 1 april 2012. Pris gavs till de sämsta insatserna under 2011, och det unika med just denna gala är att filmen Jack and Jill med Adam Sandler tog hem samtliga priser.

## Vinnare och nominerade
| Sämsta film | Sämsta regissör |
| --- | --- |

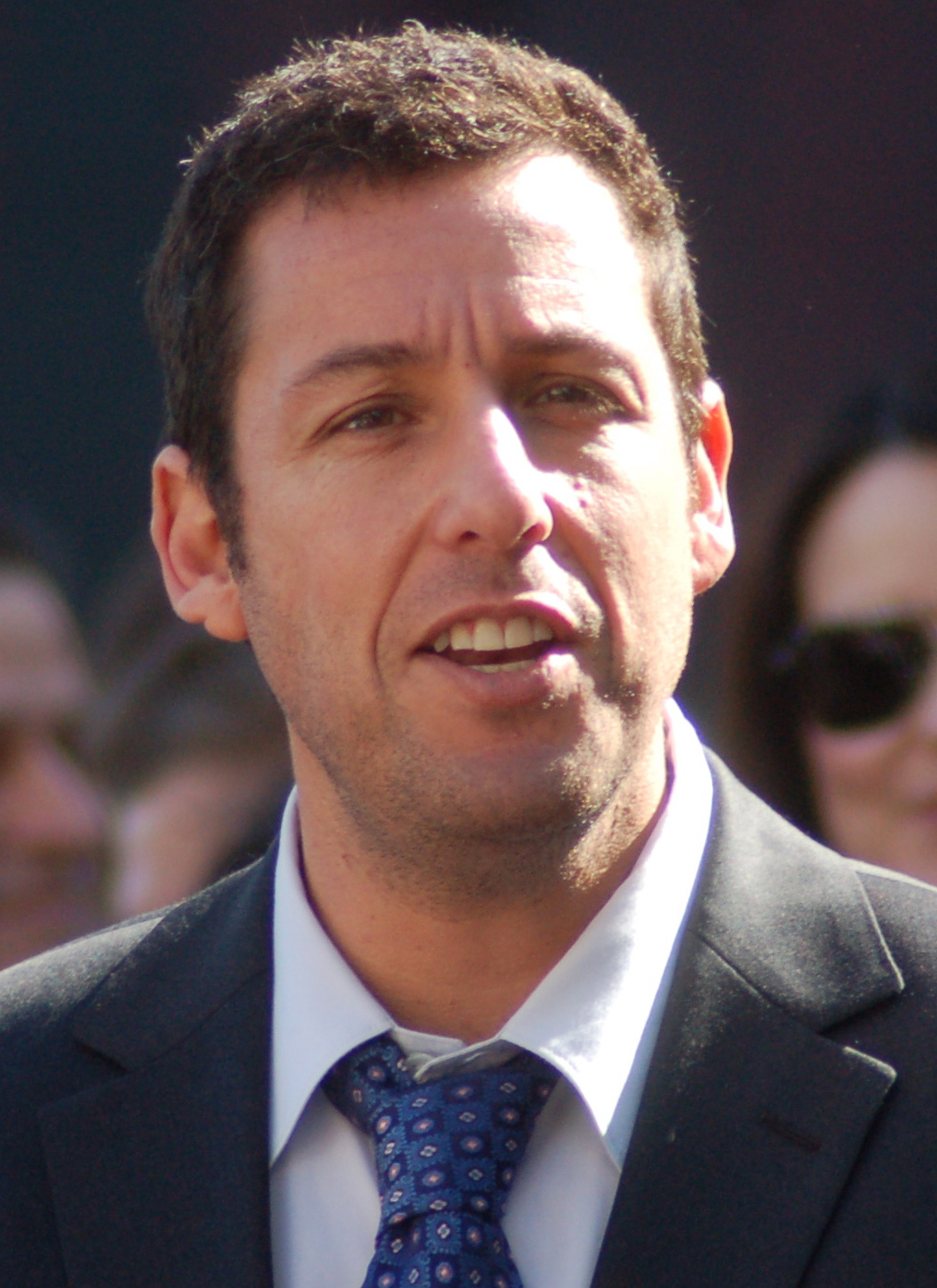
Adam Sandler,
Sämsta kvinnliga och manliga skådespelare

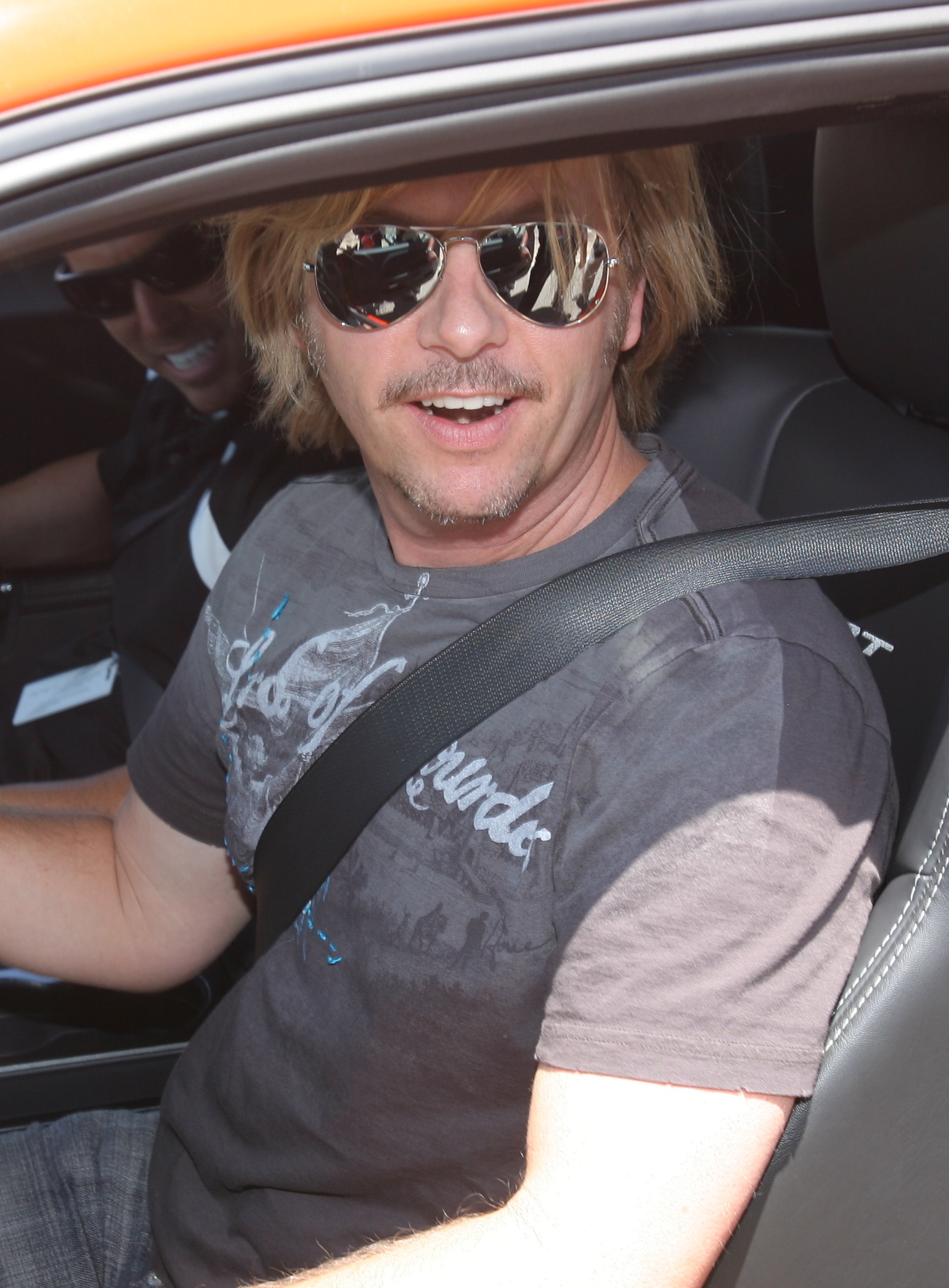
David Spade,
Sämsta kvinnliga biroll

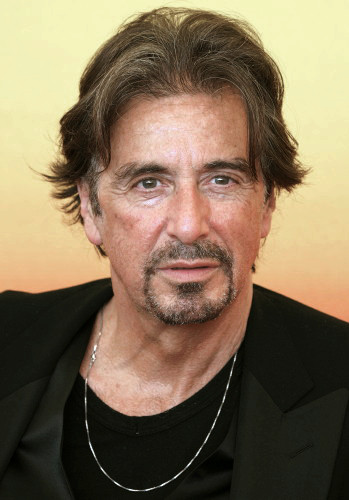
Al Pacino,
Sämsta manliga biroll

| - Jack and Jill – Columbia - New Year's Eve – Warner Bros. / New Line Cinema - Transformers: Dark of the Moon – Paramount - That's My Boy – Columbia - The Twilight Saga: Breaking Dawn - Part 1 – Summit Entertainment | - Dennis Dugan – Jack and Jill och Just Go with It - Michael Bay – Transformers: Dark of the Moon - Tom Brady – Bucky Larson: Born to Be a Star - Bill Condon – The Twilight Saga: Breaking Dawn - Part 1 - Garry Marshall – New Year's Eve |
| Sämsta kvinnliga skådespelare | Sämsta manliga skådespelare |
| - Adam Sandler – Jack and Jill (Drag som Jill) - Martin Lawrence – Big Mommas: Sådan far, sådan son (Drag som Big Momma) - Sarah Palin – The Undefeated (som sig själv) - Sarah Jessica Parker – I Don't Know How She Does It och New Year's Eve - Kristen Stewart – The Twilight Saga: Breaking Dawn - Part 1                               | - Adam Sandler – Jack and Jill och Just Go with It - Russell Brand – Arthur - Nicolas Cage – Drive Angry, Season of the Witch och Trespass - Taylor Lautner – Abduction och The Twilight Saga: Breaking Dawn - Part 1 - Nick Swardson – Bucky Larson: Born to Be a Star |
| Sämsta kvinnliga biroll | Sämsta manliga biroll |
| - David Spade – Jack and Jill (Drag som Monica; cameo) - Katie Holmes – Jack and Jill - Underklädesmodellen (Rosie Huntington-Whiteley) – Transformers: Dark of the Moon - Brandon T. Jackson – Big Mommas: Sådan far, sådan son (Drag som Charmaine) - Nicole Kidman – Just Go with It                                                      | - Al Pacino – Jack and Jill (som sig själv) - Patrick Dempsey – Transformers: Dark of the Moon - James Franco – Your Highness - Ken Jeong – Big Mommas: Sådan far, sådan son, Baksmällan del II, Transformers: Dark of the Moon och Zookeeper - Nick Swardson – Jack and Jill och Just Go with It |
| Sämsta manus | Sämsta filmpar |
| - Jack and Jill – Adam Sandler, Steve Koren och Ben Zook - Bucky Larson: Born to Be a Star – Adam Sandler, Allen Covert och Nick Swardson - New Year's Eve – Katherine Fugate - Transformers: Dark of the Moon – Ehren Kruger - The Twilight Saga: Breaking Dawn - Part 1 – Melissa Rosenberg (Manus), baserat på romanen av Stephenie Meyer | - Adam Sandler och antingen Katie Holmes, Al Pacino, eller Adam Sandler i Jack and Jill - Nicolas Cage och vem som helst som delar skärmtid med honom i någon av hans filmer från 2011 (Drive Angry, Season of the Witch och Trespass) - Shia LaBeouf och underklädesmodellen (Rosie Huntington-Whiteley) i Transformers: Dark of the Moon - Adam Sandler och antingen Jennifer Aniston eller Brooklyn Decker i Just Go with It - Kristen Stewart och antingen Taylor Lautner eller Robert Pattinson i The Twilight Saga: Breaking Dawn - Part 1 |
| Sämsta prequel, nyinspelning, rip-off eller uppföljare | Sämsta rollbesättning |
| - Jack and Jill – Columbia (Rip-off/Remake av Glen or Glenda) - Arthur – Warner Bros. - Bucky Larson: Born to Be a Star – Columbia (Rip-off av Boogie Nights och Skandal i Hollywood) - Baksmällan del II – Warner Bros. - The Twilight Saga: Breaking Dawn - Part 1 – Summit Entertainment                                                  | - Hela rollbesättningen i Jack and Jill - Hela rollbesättningen i Bucky Larson: Born to Be a Star - Hela rollbesättningen i New Year's Eve - Hela rollbesättningen i Transformers: Dark of the Moon - Hela rollbesättningen i The Twilight Saga: Breaking Dawn - Part 1 |

### Filmer med flera vinster
| Vinster | Film          |
| ------- | ------------- |
| 10      | Jack and Jill |